# Ruta 3 (Bolivien)
Die Ruta 3 ist eine Nationalstraße im südamerikanischen Andenstaat Bolivien.

## Streckenführung
Die Straße hat eine Länge von 602 km und durchquert den nördlichen Teil Boliviens von Westen nach Osten, vom Ostrand des Altiplano bis in das Tiefland des Río Beni. Die Straße durchquert das Departamento La Paz und das Departamento Beni. Sie beginnt im Westen bei der Regierungsmetropole La Paz und endet im Osten in der Stadt Trinidad, der Hauptstadt des Departamentos Beni. Sie trifft dort auf die Nationalstraße Ruta  9, die von hier aus nach Norden bis Guayaramerín an der Grenze zu Brasilien und nach Südosten bis Yacuiba an der Grenze zu Argentinien führt.
Die Strecken von La Paz bis Santa Bárbara, von Quiquibey bis Yucumo, die 30 Kilometer hinter San Ignacio und ab Puerto Baradero bis Trinidad sind asphaltiert. Der Rest der Strecke (etwa zwei Drittel) sind noch Schotter- oder Erdtrasse, werden aber zurzeit asphaltiert (Stand 2018).

## Geschichte
Der erste Teil der Ruta 3 von La Paz nach Coroico bestand bis 2006 aus der berüchtigten Yungas-Straße, die 1995 von der Interamerikanischen Entwicklungsbank als „Gefährlichste Straße der Welt“ benannt wurde. Seit 2006 ist dieser Abschnitt asphaltiert und ab Kilometer 54 durch einen kompletten Straßen-Neubau ersetzt worden, der nur geringfügig länger als der ursprüngliche Straßenverlauf ist, aber deutlich weniger gefährlich als dieser.
Die Ruta 3 ist mit Dekret 25.134 vom 31. August 1998 zum Bestandteil des bolivianischen Nationalstraßennetzes "Red Vial Fundamental" erklärt worden.

## Streckenabschnitte

### Departamento La Paz
- km 00: La Paz
- km 015: Laguna Incachaca
- km 023: La Cumbre
- km 031: Pongo Rinconada
- km 037: Pongo
- km 043: Unduavi
- km 052: Cotapata
- km 057,4 bis 058,8: San-Rafael-Tunnel
- km 094: San José de Chicalulo
- km 095: Yolosa
- km 101: Santa Bárbara
- km 105: San Martín de Padilla
- km 109: Quenallata
- km 112: Challa
- km 128: Choro
- km 131: San Pedro de Caranavi
- km 141: Chojña
- km 163: Caranavi
- km 215: Bella Vista
- km 220: Caserío Nueve
- km 231: Sapecho
- km 253: Inicua

### Departamento Beni
- km 284: Quiquibey
- km 301: 6 de Agosto
- km 307: Libertad Unida
- km 322: Yucumo
- km 370: San Borja
- km 375: Tierra Santa
- km 377: Galilea
- km 420: Totaizal
- km 509: San Ignacio de Moxos
- km 589: Puerto Barador
- km 594: Puerto Almacén
- km 602: Trinidad